# Volutaria bollei
Volutaria bollei là một loài thực vật có hoa trong họ Cúc. Loài này được (Sch.Bip. ex Bolle) A.Hansen & G.Kunkel miêu tả khoa học đầu tiên năm 1977.